# Franco Zicarelli
Franco Zicarelli (Buenos Aires, Argentina; 27 de marzo de 2002) es un futbolista argentino que se desempeña como mediocampista y su actual club es Colegiales, de la Primera Nacional de Argentina.

## Trayectoria
Surgido de las inferiores de Talleres de Remedios de Escalada, Franco Zicarelli fue promovido al plantel superior en 2022, y el 25 de febrero de 2023 realizó su debut profesional, en la derrota 1 a 0 frente Colegiales, por el partido correspondiente a la fecha 3 del Campeonato de Primera B 2023. Ese año con el conjunto de Remedios de Escalada lograrían alzarse con el título y así, disputar la Primera Nacional el año siguiente. Su etapa en el albirrojo la finalizó con 27 partidos disputados, en los dos años que fue parte del plantel superior.
Para el Torneo Clausura del Campeonato de Primera B 2024, es cedido a préstamo a Sportivo Italiano, en donde disputó 21 partidos, convirtió 4 goles y repartió 2 asistencias.
Al año siguiente sale nuevamente cedido, esta vez a Delfín Sporting Club, de la Serie A de Ecuador, siendo ésta su primera experiencia en el exterior, donde solamente permaneció un semestre en el club, durante el cual disputó 10 partidos y anotó un gol, el día 3 de marzo, en el empate 2 a 2 frente a Manta Fútbol Club.
Para la segunda mitad de 2025, vuelve a ser prestado, esta vez a Colegiales, de la Primera Nacional.

## Estadísticas

### Clubes
Actualizado hasta su último partido disputado el 2 de agosto de 2025.
| Club                           | Div.          | Temporada     | Liga  | Liga  | Liga   | Copas nacionales | Copas nacionales | Copas nacionales | Torneos internacionales | Torneos internacionales | Torneos internacionales | Total | Total | Total  |
| Club                           | Div.          | Temporada     | Part. | Goles | Asist. | Part.            | Goles            | Asist.           | Part.                   | Goles                   | Asist.                  | Part. | Goles | Asist. |
| ------------------------------ | ------------- | ------------- | ----- | ----- | ------ | ---------------- | ---------------- | ---------------- | ----------------------- | ----------------------- | ----------------------- | ----- | ----- | ------ |
| C. A. Talleres (RdE) Argentina | 3.ª           | 2023          | 25    | 0     | 2      | —                | —                | —                | —                       | —                       | —                       | 25    | 0     | 2      |
| C. A. Talleres (RdE) Argentina | 2.ª           | 2024          | 1     | 0     | 0      | 1                | 0                | 0                | —                       | —                       | —                       | 2     | 0     | 0      |
| C. A. Talleres (RdE) Argentina | Total club    | Total club    | 26    | 0     | 2      | 1                | 0                | 0                | 0                       | 0                       | 0                       | 27    | 0     | 2      |
| C. Sportivo Italiano Argentina | 3.ª           | 2024          | 21    | 4     | 2      | —                | —                | —                | —                       | —                       | —                       | 21    | 4     | 2      |
| C. Sportivo Italiano Argentina | Total club    | Total club    | 21    | 4     | 2      | 0                | 0                | 0                | 0                       | 0                       | 0                       | 21    | 4     | 2      |
| Delfín S. C. · Ecuador         | 1.ª           | 2025          | 10    | 1     | 0      | —                | —                | —                | —                       | —                       | —                       | 10    | 1     | 0      |
| Delfín S. C. · Ecuador         | Total club    | Total club    | 10    | 1     | 0      | 0                | 0                | 0                | 0                       | 0                       | 0                       | 10    | 1     | 0      |
| C. A. Colegiales Argentina     | 2.ª           | 2025          | 4     | 0     | 0      | —                | —                | —                | —                       | —                       | —                       | 4     | 0     | 0      |
| C. A. Colegiales Argentina     | Total club    | Total club    | 4     | 0     | 0      | 0                | 0                | 0                | 0                       | 0                       | 0                       | 4     | 0     | 0      |
| Total carrera                  | Total carrera | Total carrera | 61    | 5     | 4      | 1                | 0                | 0                | 0                       | 0                       | 0                       | 62    | 5     | 4      |
| 1.                             |               |               |       |       |        |                  |                  |                  |                         |                         |                         |       |       |        |

## Palmarés

### Campeonatos nacionales
| Título    | Club                 | País      | Año  |
| --------- | -------------------- | --------- | ---- |
| Primera B | C. A. Talleres (RdE) | Argentina | 2023 |